# Process-Mining
Process-Mining ist eine Technik des Prozessmanagements, die es ermöglicht, Geschäftsprozesse auf Basis digitaler Spuren in IT-Systemen zu rekonstruieren und auszuwerten.

## Hintergrund
Process-Mining ist eine Disziplin der Geschäftsdatenanalyse, die im operativen Bereich eines Unternehmens Prozesse verbessern soll. Die in den Systemen gespeicherten einzelnen Schritte des Prozesses werden zusammengefügt und der Prozess in seiner Gesamtheit visualisiert. Process-Mining ermöglicht es, das in Daten enthaltene, implizite und sonst verborgene Prozesswissen zu modellieren und somit greifbar und transportierbar zu machen. Die Technik wird oft verwendet, wenn durch andere Herangehensweisen keine formale Beschreibung der Prozesse möglich oder wenn die Qualität existierender Prozessaufzeichnungen fragwürdig ist. Zeitgenössische Management-Trends wie z. B. BAM (Business Activity Monitoring), BOM (Business Operations Management), BPI (Business Process Intelligence) zeigen das große Interesse daran, die Analysemöglichkeiten in diesem Bereich weiterzuentwickeln.

## Einsatzgebiete
Grundsätzlich kann Process-Mining überall dort eingesetzt werden, wo einzelne Schritte eines Prozesses so in einem IT-System gespeichert werden, dass die Zusammengehörigkeit und Chronologie der Schritte nachvollziehbar ist. Diese Nachvollziehbarkeit wird durch ein Prozess- oder Ablaufprotokoll sichergestellt.
Besonders trifft das auf Workflows zu, die in Workflow-Management-Systemen gespeichert und verwaltet werden. Ein Workflow ist ein formal beschriebener Geschäftsprozess, der durch ein Workflow-Management-System koordiniert und kontrolliert werden kann. Durch Benutzerschnittstellen können Nutzer mit dem System interagieren und einzelne Schritte eines Workflows speichern und bearbeiten. Die Gesamtheit der gespeicherten Schritte ergibt schließlich einen Prozess, der mit Process-Mining gehoben und rekonstruiert werden kann. So können z. B. die Transaktionen aus ERP-Systemen, der Verlauf von Tickets in einem Ticketsystem oder klinische Behandlungspfade von Patienten eines Krankenhauses dargestellt werden. Wesentliche Anwendungsfelder von Process-Mining sind die Prozessharmonisierung über verschiedene Organisationseinheiten und Gesellschaften hinweg, die Prozessoptimierung in Bezug auf Durchlaufzeiten, Prozesskosten, Prozessstabilität sowie die Sicherstellung von Compliance-Anforderungen. Weitere Anwendungsmöglichkeiten für Process-Mining finden sich beispielsweise im Wissensmanagement oder in Assistenzsystemen.
Ein Einsatzfall von Process-Mining wäre auch zum Beispiel zu lange Bestellprozesse im Einkauf durch zu lange Freigabezeiten der Fachabteilungen.

## Technik
Process-Mining kann als Bindeglied zwischen Data-Mining und Business Process Management gesehen werden. Im Gegensatz zu Data-Mining konzentriert sich Process-Mining jedoch auf die Hebung von in den Daten schon enthaltenem, implizitem Prozesswissen.
Ausgangspunkt für Process-Mining bildet eine Sammlung von Daten, in denen einzelne Prozessschritte gespeichert sind. Die Qualität dieser Daten ist dabei sehr bedeutend für das Process-Mining. Auf diese Daten werden nun eine Reihe statistischer Modelle angewendet, mit deren Hilfe der Standardverlauf des Prozesses (Kernprozess) ermittelt wird. Dieser Kernprozess gilt dann als Grundlage für die übrigen Prozessabläufe und ermöglicht es, Abweichungen vom Standardprozess zu ermitteln.

## Process-Mining-Typen
Die Task Force on Process Mining des Institute of Electrical and Electronic Engineers IEEE definiert drei verschiedene Process-Mining-Typen:

### Discovery (Entdeckung)
Discovery im Process Mining ist der Prozess der Rekonstruktion und Hebung bestehender Prozesse direkt aus Ablaufprotokollen und Ereignisdaten, ohne sich auf vorab vorhandene Informationen oder Modelle zu stützen. Diese Technik nutzt ein Ereignisprotokoll, um ein Prozessmodell zu generieren, und zeigt auf, dass es möglich ist, reale Prozesse allein auf der Grundlage von Beispielausführungen in den Protokollen zu entdecken.

### Conformance (Konformitätsprüfung)
Conformance Checking ist ein zentraler Aspekt des Process Mining, bei dem bereits existierende Prozessmodelle mit Ereignisprotokollen desselben Prozesses abgeglichen werden. Diese Methode zielt darauf ab, die Übereinstimmung zwischen der im Protokoll aufgezeichneten Realität und dem vordefinierten Modell zu überprüfen und zu bewerten, und ermöglicht es, Abweichungen sowie Übereinstimmungen zwischen beiden zu identifizieren.

### Enhancement (Verbesserung/Erweiterung)
Hier geht es darum, ein vorhandenes Prozessmodell zu erweitern oder zu verbessern, indem Informationen über den tatsächlichen Prozess verwendet werden, die in einem Ereignisprotokoll aufgezeichnet wurden. Im Gegensatz zum Conformance Checking, das die Übereinstimmung zwischen Modell und Realität misst, zielt diese Art des Process Mining darauf ab, das a-priori Modell zu ändern oder zu erweitern.

## Weiterentwicklung
Die Entwicklung der Process Mining Technologie ist noch nicht abgeschlossen. Dies zeigt sich bspw. in der Menge an neu entstehenden Erweiterungen für bestehende Process Mining Werkzeuge, welche auf Plattformen wie GitHub verbreitet werden. Es zeigt sich aber auch in spezifischen Trends. Beispielsweise:

### Augmented Process Mining Results (Anreicherung von Process Mining Ergebnissen)
Augmented Process Mining Results ist ein mehrstufiger Ansatz. Die Idee ist zunächst bestehende Process Mining Tools vor allem aus dem Bereich der Discovery zu nutzen, um aus den Eventlogs ein Prozessmodell zu gewinnen. Dieses Prozessmodell wird dann anschließend um Zusatzinformationen (welche entweder im Eventlog oder in weiteren Quellen vorliegen) erweitert. Dadurch können – ohne Anpassung der verschiedenen Discovery Algorithmen – weitere Aspekte integriert und später analysiert werden.

## Verwandte Techniken und Managementansätze
- Business Process Management
- Business Activity Monitoring
- Business Operations Management
- Complex Event Processing
- Data-Mining
- Business Intelligence
- Continuous Process Improvement
- Total-Quality-Management
- Corporate Performance Management